# Асоціація українських банків
Асоціа́ція украї́нських ба́нків - перша українська  банківська асоціація, яка була заснована у 1990 році комерційними банками України з метою розвитку банківської системи та захисту інтересів своїх членів. Протягом всього періоду існування,  АУБ стежить та аналізує за всіма змінами банківської системи, а також  надає свої пропозиції задля забезпечення стабільного функціонування національної економіки  Її співзасновники  -  9 українських комерційних банків 

## Опис
АУБ об'єднує діючі в Україні комерційні банки та представляє їх системні інтереси у відносинах з Національним банком України, Верховною Радою, Адміністрацією Президента, Кабінетом Міністрів, Державною податковою адміністрацією, Верховним судом України, іншими державними та недержавними установами та організаціями.  Призначення асоціації у розвитку банківської системи України, та захисті інтересів свої членів. 
Членами АУБ є понад 70 організацій, в число яких входять комерційні та державні банки та небанківські фінансові компанії. 

### Співробітництво з ВР
Участь АУБ в законодавчій діяльності Верховної Ради України з питань розвитку банківської системи шляхом організації професійної роботи над проєктами законів України, змін до законів, а також цілеспрямованої роботи з іншими державними органами щодо прийняття законів, за напрямами:
загальна правова регламентація банківської діяльності;
- законодавче забезпечення прав кредитора;
- стимулювання розвитку інвестиційної діяльності;
- розвиток окремих видів банківської діяльності та банківських інформаційних технологій;
- забезпечення адекватної участі банківської системи в роботі на фондовому ринку;
- удосконалення порядку оподаткування банківської діяльності;
- протидія легалізації коштів, отриманих злочинним шляхом тощо.

### Співробітництво з НБУ
Співробітництво АУБ і Національного банку України з питань нормативного забезпечення надійності і стабільності функціонування системи комерційних банків без зниження їх економічної ефективності за напрямами:
- нагляд і регулювання діяльності банків;
- подальший розвиток і вдосконалення кредитної діяльності комерційних банків;
- порядок формування обов'язкових резервів;
- розширення операцій з цінними паперами;
- валютне регулювання;
- бухгалтерський облік та статистична звітність;
- готівковий обіг, касові операції та інкасація;
- організація роботи щодо визначення сумнівних операцій;
- запровадження картотеки ненадійних позичальників тощо.

### Сучасна діяльність
АУБ була учасником впровадження грошової реформи в Україні, підготовки законів «Про Національний банк України», «Про банки та банківську діяльність», «Про Фонд гарантування вкладів фізичних осіб», «Про запобігання та протидію легалізації (відмиванню) коштів, отриманих злочинним шляхом» та інших нормативних актів.
У кризові для України періоди,  АУБ, зробила свій внесок для порятунку банківської системи від краху. Зокрема, і як приклад, здійснила проєктну роботу, яка дозволила виключити України з «чорного» списку FATF.
Чимало пропозицій Асоціації українських банків було враховано парламентом під час прийняття антикризових законопроєктів і зараз вони є невід’ємною частиною антикризового законодавства. За сприяння АУБ вдалося зменшити мінімальний рівень статутного капіталу для банків України до 200 млн гривень. Після повномасштабного вторгнення російських військ, АУБ повністю зосередила роботу над захистом інтересів українських банків та фінансових компаній, та пом'якшенням норм банківського сектору. Зокрема, після прийняття рішення Радою НБУ про підняття облікової ставки до розміру 25%,  асоціація та її члени виступили з консолідованим зверненням, в якому запропонували ряд правок, які б унеможливили банкрутство більш ніж 20 українських банків. 